# بقایی
بقایی نام خانوادگی افراد زیر است:
- حمید بقایی، سیاستمدار ایرانی
- مظفر بقائی، از بنیان‌گذاران جبهه ملی ایران
- حسن بقایی، از سرلشکران دورهٔ نخست‌وزیری محمد مصدق
- بهروز بقایی، بازیگر، کارگردان و فیلمنامه‌نویس ایرانی
- عبدالمجید بقایی، از اعضای سپاه پاسداران
- حبیب بقایی، از فرماندهان نیروی هوایی ارتش
- محمد بقایی، معروف به ماکان نویسنده و اقبال‌شناس ایرانی